# White City (Utah)
White City es un lugar designado por el censo ubicado en el condado de Salt Lake en el estado estadounidense de Utah. En el año 2000 tenía una población de 5.988 habitantes, un descenso de los 6.506 reporados en 1990. 

## Geografía
White City se encuentra ubicado en las coordenadas 40°34′2″N 111°51′42″O / 40.56722, -111.86167. Según la Oficina del Censo, la localidad tiene un área total de 2,3 km² (0,9 mi²), de la cual toda es tierra.

## Demografía
Según la Oficina del Censo en 2000, había 5.988 personas residentes en el lugar, 92,3% de los cuales eran personas de raza blanca. Los ingresos medios por hogar en la localidad eran de $49,103, y los ingresos medios por familia eran $50,156. Los hombres tenían unos ingresos medios de $34,871frente a los $25,743 para las mujeres. La renta per cápita para la localidad era de $17,148. Alrededor del 3.5% de la población de White City estaba por debajo del umbral de pobreza.